# Окосница
Окосница (алб. Okosnicë) је насеље у општини Липљан, Косово и Метохија, Република Србија.

## Становништво
| Демографија | Демографија | Демографија |
| Година      | Становника  | Становника  |
| ----------- | ----------- | ----------- |
| 1948.       | 94          |             |
| 1953.       | 99          |             |
| 1961.       | 83          |             |
| 1971.       | 76          |             |
| 1981.       | 47          |             |
| 1991.       | 47          |             |